# Koichi Tohei
Koichi Tohei (20. januar 1920 – 19. maj 2011) var en internationalt højt anerkendt aikidomester med 10. dan. Han var grundlægger af organisationen Ki-no-kenkyukai (気の研究会) og aikidostilen Shinshin toitsu aikido (心身統一合気道).

## Biografi
Koichi Tohei blev født i Shitaya, Japan i 1920. Som barn var han svagelig, så derfor begyndte faderen at undervise ham i judo allerede i 9-års alderen. Som 14-årig fik han det sorte bælte i judo.
Da han var 16 år, begyndte han på Keio Universitetet. Han begyndte at studere årsagen til sit svagelige sind og krop. Han opdagede da en bog om Tesshu Yamaoka og begyndte at besøge Ichikukai dojo. Der praktiserede han sig i zen og misogi-åndedrætsøvelser.
Da Koichi Tohei var 19 år, mødte han Morihei Ueshiba, og han begyndte at træne aikido som en af dennes personlige elever.
Da han var 23 år, kom han ind i hæren og blev sendt til Kina. Under krigen opdagede han betydningen af åndedrætsøvelser, når sind og krop udsættes for ekstreme situationer.
Efter krigen genoptog han sin træning med zen, aikido og misogi. Han traf da Tenpu Nakamura.
Koichi Tohei antog ideen om Shin shin toitso do eller enhed mellem krop og sind og gjorde det til en central del af sit arbejde.
Omkring 1950 var han den første som begyndte at undervise i Aikido uden for Japan, idet Japans nederlag under krigen betød, at al budo var blevet forbudt. Han begyndte at undervise på Hawaii og kom senere til USAs fastland, hvor han besøgte 21 stater.
Han modtog i 1969 10 dan af Morihei Ueshiba – den højeste anerkendelse indenfor aikido, tre måneder før Ueshibas død.
Gennem aikido havde han fra Ueshiba lært om princippet "ki". For at orientere aikido i retning af ki grundlagde han i 1971 Ki-selskabet.
I 1978 rejste Koichi Tohei for første gang til Europa, hvor han i Italien mødte Giuseppe Ruglioni.
Efter hans europatur spredte Shin shin toitsu aikido (populær kaldt ki-aikido) sig hurtigt til alle lande i denne verdensdel.
Omkring 1980 begyndte Koichi Tohei mere at koncentrere sig om instruktørtræning. Han skabte også et Ki-institut for udvikling af helsemetoder baseret på ki-principper.
Denne udvikling er optaget og videreudviklet af alle Koichi Toheis fremtrædende undervisere og shihans, som hver på sin måde viderefører Koichi Toheis særegne fortolkning af aikido.